# Bathyraja isotrachys
Bathyraja isotrachys és una espècie de peix de la família dels raids i de l'ordre dels raïformes.

## Morfologia
- Els mascles poden assolir 76,2 cm de longitud total.[5][6]

## Reproducció
És ovípar i les femelles ponen càpsules d'ous, les quals presenten com unes banyes a la closca.

## Hàbitat
És un peix marí, de clima temperat i demersal que viu entre 370-2.000 m de fondària.

## Distribució geogràfica
Es troba des del Mar d'Okhotsk fins al sud del Japó.

## Observacions
És inofensiu per als humans.